# Мартынович, Порфирий Денисович
Порфи́рий Дени́сович Мартыно́вич (25 февраля [8 марта] 1856, село Стрюковка Константиноградского уезда Полтавской губернии — 15 декабря 1933, Красноград, Харьковской области) —   украинский советский художник, график, фольклорист и этнограф.

## Биография
Родился в семье чиновника — секретаря уездного суда. После учёбы в местном пансионе отец в 1876 году отдал его в Харьковскую классическую гимназию. В 1873—1881 годах обучался в Петербургской Императорской Академии художеств, но из-за болезни обучение не закончил. Имел покровительство и следовал советам известного российского живописца Ивана Крамского.
Во время учёбы в 1877 году получил большую серебряную медаль. Экспонент Товарищества передвижников.
Будучи студентом петербургской Академии художеств, послужил моделью для создания образа одного из казаков в картине Ильи Репина «Запорожцы пишут письмо турецкому султану». Илья Репин писал этого персонажа с гипсовой маски, снятой с Порфирия Мартыновича во время практических занятий в Академии.
В 1922—1933 годах Порфирий Мартынович работал научным сотрудником Красноградского краеведческого музея.
Умер 15 декабря 1933 года от голода.

## Творчество
Порфирий Мартынович — автор многих самобытных портретов национальных типов украинских крестьян и полтавских казаков, иллюстраций к поэме Ивана Котляревского «Энеида» (13 композиций маслом и итальянским карандашом 1873—1884 годов).
Художник выполнил ряд зарисовок народного быта, традиционного убранства, видов края, деревянных храмов и домов, колоритных и характерных типов чумаков, реликвий их хозяйства.
Писал маслом бытовые композиции.
Изучал также украинскую народную одежду и сделал много зарисовок карандашом и этюды маслом, как целых комплектов, так и отдельных предметов костюма.
С 1885 года за кисть он уже не брался, но не перестал записывать фольклор, произведения путешествующих певцов-музыкантов.
Хотя Порфирий Мартынович и не достиг полной творческой зрелости, но то немногое, что ему удалось создать за короткие годы активной творческой жизни, говорит о его незаурядном и оригинальном даровании. В его небольших полотнах нетрудно заметить воздействие украинской национальной традиции Тараса Шевченко, а также влияние русской демократической живописи (особенно Василия Перова).

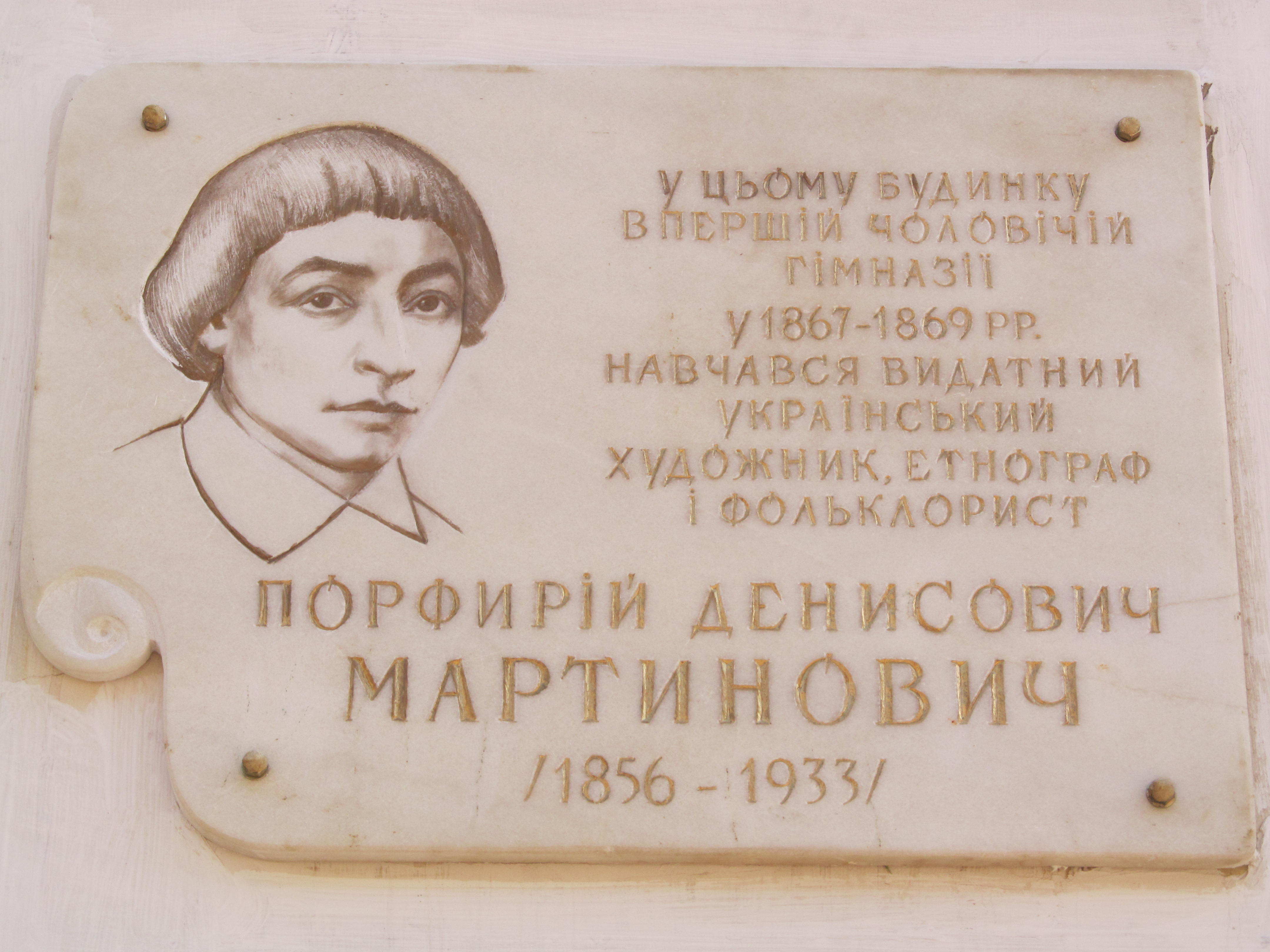
Мемориальная доска П. Д. Мартыновичу в Харькове

## Избранные произведения
- «У канцелярии волостного писаря» (1879, Киевский музей украинского искусства),
- парные портреты художника-передвижника И. Крамского и его жены Софии (1878-79),
- портреты друзей-студентов О. Сластёна, М. Бруни (1877), М.Егорова (1878),
- графические портреты Оксаны Буштрымихи из села Добреньки (1875),
- кобзаря Ивана Крюковского из Лохвицы (1878),
- «В казёнках Академии Искусств» (1877-80, Киевский музей украинского искусства),
- портрет деда Грицька Гончара,
- «Убранство хаты казака Григория Гончара в Веремиевке»,
- портреты
  - Олекса Бондарь,
  - «Слепой»,
  - Трохим Мироненко,
  - Паско Гнучий,
  - Яков Кричака и др.

Результаты его этнографических исследований вошли в сборник, изданный в 1906 году в Киеве, под названием «Украинские записки Порфирия Мартыновича».
|                       |  |  |  |  |  |
| Работы П. Мартыновича |  |  |  |  |  |